# دارکو پانچف
دارکو پانچف (مقدونی: Дарко Панчев؛ زادهٔ ۷ سپتامبر ۱۹۶۵) یک بازیکن فوتبال اهل یوگسلاوی - جمهوری مقدونیه است.
وی همچنین برندهٔ جوایزی همچون کفش طلای اروپا شده است.

## باشگاهی
از باشگاه‌هایی که در آن بازی کرده‌است می‌توان به باشگاه فوتبال فورتونا دوسلدورف، باشگاه فوتبال واردار، باشگاه فوتبال ستاره سرخ بلگراد، اینتر میلان و باشگاه فوتبال سیون اشاره کرد.

## تیم ملی
پانجف سابقه ۲۷ بازی برای تیم ملی فوتبال یوگسلاوی و ۶ بازی تیم ملی فوتبال مقدونیه در کارنامه دارد.

## افتخارات

### باشگاهی
باشگاه فوتبال ستاره سرخ بلگراد
- لیگ دسته اول فوتبال یوگسلاوی: ۱۹۸۹–۹۰، ۱۹۹۰–۹۱، ۱۹۹۱–۹۲
- جام حذفی فوتبال یوگسلاوی: ۱۹۸۹–۹۰
- لیگ قهرمانان اروپا: ۱۹۹۰–۹۱
- جام بین قاره‌ای: ۱۹۹۱

### انفرادی
- توپ طلای اروپا: نفر دوم ۱۹۹۱
- Federal League بهترین گلزن: ۱۹۸۴، ۱۹۹۰، ۱۹۹۱، ۱۹۹۲
- کفش طلای اروپا: ۱۹۹۱
- برندگان جایزه سالگرد یوفا – Greatest Macedonians Footballer of the last 50 Years (Golden Player): 2003